# Agrostopoa barclayae
Agrostopoa barclayae är en gräsart som beskrevs av Davidse, Soreng och Paul M. Peterson. Agrostopoa barclayae ingår i släktet Agrostopoa och familjen gräs. Inga underarter finns listade i Catalogue of Life.